# Мохоушка
Мохоушка — упразднённый посёлок в Троицком районе Челябинской области России. На момент упразднения входил в состав Яснополянского сельсовета. Исключён из учётных данных в 1995 году.

## География
Располагался у безымянного озера, в 1 км к северо-востоку от посёлка Ясные Поляны.

## История
До 1916 года входил в состав Ново-Увельской волости Троицкого уезда Оренбургской губернии. По данным на 1926 год хутор Моховой состоял из 18 хозяйств. В административном отношении входил в состав Карсинского сельсовета Кочкарского района Троицкого округа Уральской области.
В 1970 — 1983 годы находился в подчинении Карсинского сельсовета (в 1976 году переименован в Яснополянский) Троицкого района. В посёлке располагалась бригада 1-го отделения учебного хозяйства «Новотроицкое» .
Исключён из учётных данных Постановлением Челябинской облдумы от 21.12.1995 года № 307.

## Население
| 1926 | 1970 | 1977 | 1983 |
| ---- | ---- | ---- | ---- |
| 74   | ↘68  | ↘46  | ↗61  |

По данным переписи 1926 года на хуторе проживали русские (100% населения).